# Max, Susi und das magische Telefon
Der Kinderfilm Max, Susi und das magische Telefon ist ein tschechischer Fantasyfilm aus dem Jahr 2001.
In diesem Film werden Elemente aus einer Zeichentrickserie und einem realen Film miteinander kombiniert.

## Handlung
Max und Susi sind zwei Kinder aus einer tschechischen Zeichentrickserie. In einer Folge helfen sie einem Mann seine Brille wiederzufinden. Aus Dankbarkeit schenkt der Mann ihnen ein magisches Telefon. Wenn man dort hineinspricht, erfüllt das Telefon jeden Wunsch. Max und Susi möchten unbedingt einmal die „reale“ Welt sehen. Und so sagen sie diesen Wunsch in den Telefonhörer.
Jakob ist bei seiner Großmutter und sieht sich gerade die Zeichentrickserie an. Da kommen plötzlich die beiden Zeichentrickkinder aus dem Fernseher und werden zu „realen“ Kindern. Jakob ist begeistert, dass die Helden seiner Lieblingsserie ihn besuchen. Diese möchten von ihm alles in der „realen“ Welt gezeigt bekommen. Zunächst mal darf ihr Verschwinden in der Zeichentrickserie nicht auffallen. Also wünschen sie sich vom Telefon Doppelgänger. Dann soll auch noch ihr Hund in die reale Welt kommen. Dieser kann sich dann nach einem weiteren Wunsch ins Telefon, bei Bedarf in einen Menschen verwandeln.
Nachts besuchen die Kinder noch Jakobs Eltern, die gerade in China sind. Dabei nehmen sie dann noch einen chinesischen Jungen mit zu sich nach Hause. Am nächsten Tag gehen die Kinder zu Schule, wobei der Hund in Menschengestalt Max und Susi beim Direktor anmeldet. Der chinesische Junge wird währenddessen in eine Figur verwandelt. Ein Mitschüler von Jakob kommt allerdings bald dahinter, was es mit dem Telefon auf sich hat. Und so klaut er dieses.
Wieder zu Hause wollen die drei Kinder den chinesischen Jungen zurückverwandeln. Doch sie stellen fest, dass das Telefon weg ist. Der Klassenkamerad von Jakob ist ein sehr boshafter Junge. Die Möglichkeiten, die ihm das magische Telefon bietet, nutzt er schamlos aus. Dabei verwandelt er alle Personen, die ihn daran hindern wollen, in die verschiedensten Dinge.
Auf der Suche nach dem Telefon müssen Max, Susi und Jakob noch jede Menge Schwierigkeiten überwinden, bis sie schließlich dem bösen Jungen das Telefon wieder abnehmen können. Danach kehren Max und Susi wieder in ihre Zeichentrickserie zurück.